# Arripis truttacea
Arripis truttacea is een straalvinnige vissensoort uit de familie van Australische zalmen (Arripidae). De wetenschappelijke naam van de soort is voor het eerst geldig gepubliceerd in 1829 door Cuvier.